# Осипово (Московская область)
Осипово — деревня в Московской области России. Входит в городской округ Солнечногорск. Население — 28 чел. (2010).

## География
Деревня Осипово расположена на севере Московской области, в северной части округа, примерно в 3,5 км к северу от центра города Солнечногорска, на берегу Сенежского озера. К деревне приписано два садоводческих товарищества. Ближайшие сельские населённые пункты — деревни Вертлино и Загорье.

## Население
| 1852 | 1859 | 1890 | 1899 | 1926 | 1966 | 1998 |
| ---- | ---- | ---- | ---- | ---- | ---- | ---- |
| 71   | ↘70  | ↘53  | ↗69  | ↗76  | ↗100 | ↘24  |
| 2002 | 2010 |      |      |      |      |      |
| ↗29  | ↘28  |      |      |      |      |      |

## История
Осипова, деревня 1-го стана, Васильчикова, Александра Николаевича, Статского Советника, крестьян 32 души мужского пола, 39 женского, 12 дворов, 63 верст от столицы, 18 от уездного города, близ шоссе.— Нистрем К. Указатель селений и жителей уездов Московской губернии, 1852 г.
В «Списке населённых мест» 1862 года Осиповская — владельческая деревня 1-го стана Клинского уезда Московской губернии по левую сторону Санкт-Петербурго-Московского шоссе, в 20 верстах от уездного города и 3 верстах от становой квартиры, при колодце, с 9 дворами и 70 жителями (31 мужчина, 39 женщин).

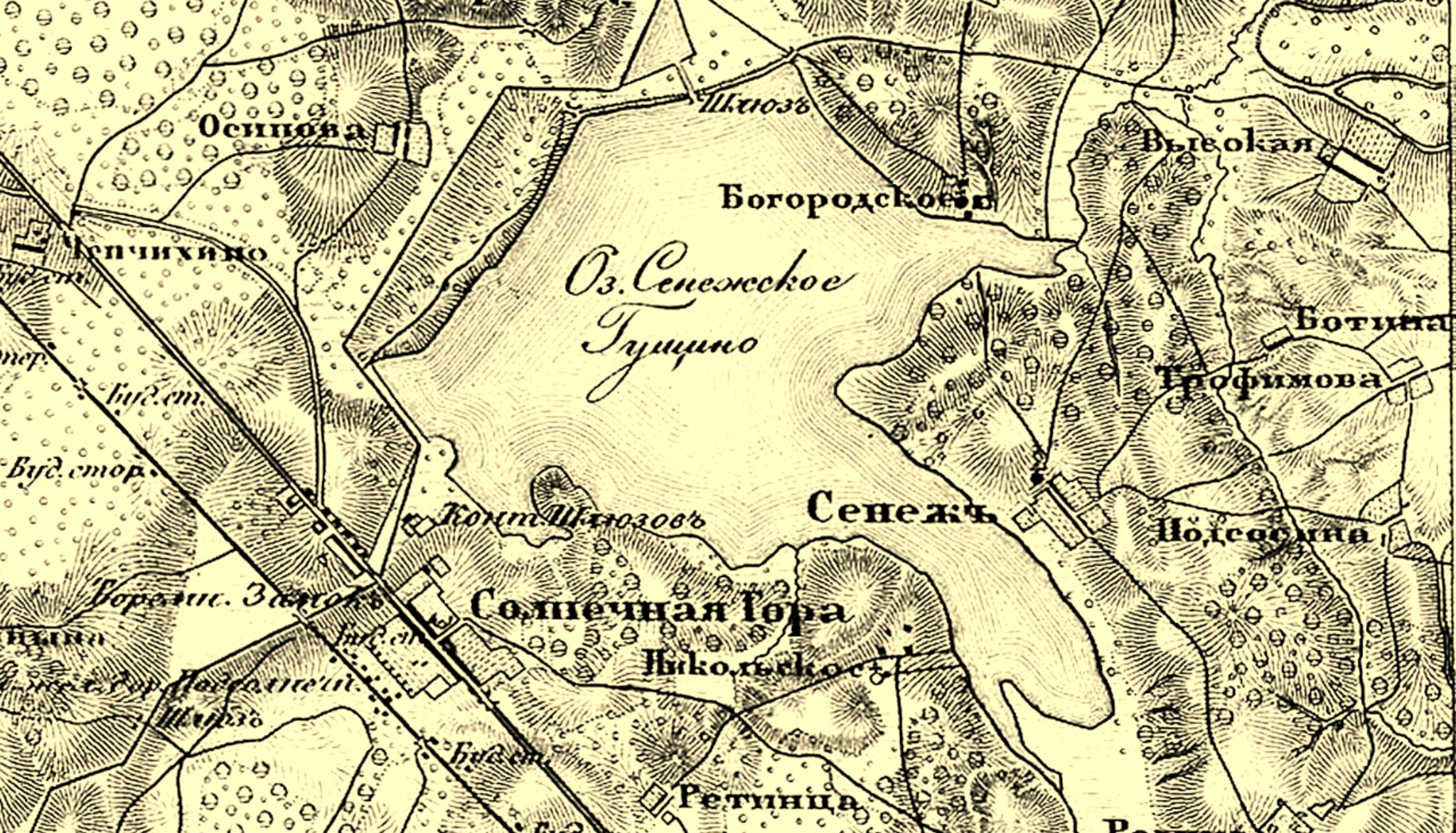
Деревня на карте Московской губернии 1860 года Ф. Ф. Шуберта

По данным на 1890 год — деревня Солнечногорской волости Клинского уезда с 53 душами населения, в 1899 году — деревня Вертлинской волости Клинского уезда, проживало 69 жителей.
В 1913 году — 14 дворов.
По материалам Всесоюзной переписи населения 1926 года — деревня Вертлинского сельсовета Вертлинской волости Клинского уезда в 4,3 км от станции Подсолнечная Октябрьской железной дороги, проживало 76 жителей (39 мужчин, 37 женщин), насчитывалось 17 крестьянских хозяйств.
С 1929 года — населённый пункт в составе Солнечногорского района Московского округа Московской области. Постановлением ЦИК и СНК от 23 июля 1930 года округа как административно-территориальные единицы были ликвидированы.
1929—1957, 1960—1963, 1965—1994 гг. — деревня Вертлинского сельсовета Солнечногорского района.
1957—1960 гг. — деревня Вертлинского сельсовета Химкинского района.
1963—1965 гг. — деревня Вертлинского сельсовета Солнечногорского укрупнённого сельского района.
С 1994 до 2006 гг. деревня входила в Вертлинский сельский округ Солнечногорского района.
С 2005 до 2019 гг. деревня включалась в городское поселение Солнечногорск Солнечногорского муниципального района.
С 2019 года деревня входит в городской округ Солнечногорск.